# 尾上萌楓
尾上 萌楓（おのうえ もえか、2000年9月4日 - ）は、山口県出身のプロボウラー。2019年プロ入り（JPBA第52期生・ライセンスNo.581）。下関ロイヤルボウル所属。2019年8月1日よりスポルト小倉店とも所属契約。用品契約はサンブリッジ。血液型A型。右投げ。

## 人物
- 中学ではバドミントン部に所属。ボウリングは休日にする程度だった。高校生になってから、ボウリングで国体出場を目指すようになり3年生で出場[3]。
- 2016年-2017年女子高生ミスコン中国・四国大会の候補者にも選ばれる[4]。
- 2019年にプロ資格取得テスト（通称プロテスト）に合格し現役大学生プロボウラーとして注目される。
- 両手で頭上に猫耳のような「M」の形を作る「もえかポーズ」は定番である。
- Pリーグには第82戦から出場。キャッチフレーズは「令和のブレイクガール」。第93戦で初優勝した[5]。
- 2023年9月13日、第16回MKチャリティーカップ女子選抜大会に於いて初の公認パーフェクトゲームを達成。
- 自身のYouTubeチャンネル「もえかちゃんねる」にて動画配信を行っている。またランクシーカーが運営しているYouTubeチャンネル「WOMBAR」においてはプロボウラー水谷若菜とライブ出演している。

## 戦績

### アマチュア時代
- 2017年 第15回福岡プロアマ アマチュアの部 優勝[3]
- 2018年 レディース新人戦 アマチュアの部 優勝[3]

### プロ入り後
- スカイAカップ2019 プロボウリングレディース新人戦 27位[3]
- スカイAカップ2020 プロボウリングレディース新人戦 準優勝[3]
- スカイAカップ2021 プロボウリングレディース新人戦 11位[3]

### Pリーグでの成績
- 第83戦 3位[3]
- 第93戦 優勝[3]